# Osvaldo Andrade

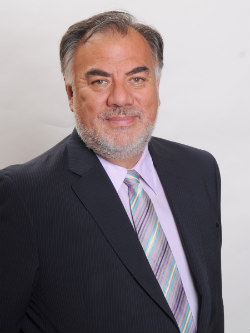
Osvaldo Raúl Andrade Lara (2010)

Osvaldo Raúl Andrade Lara (* 2. Juni 1953 in Santiago de Chile) ist ein chilenischer Politiker der Sozialistischen Partei PS (Partido Socialista de Chile), der unter anderem im Kabinett Bachelet I zwischen 2006 und 2008 Minister für Arbeit und soziale Sicherheit (Ministro del Trabajo y Previsión Social) war. Er war zwischen 2010 und 2015 Vorsitzender der Sozialistischen Partei und zudem von 2010 und 2018 Mitglied der Abgeordnetenkammer (Cámara de Diputados) war, der zweiten Kammer des Nationalkongresses (Congreso Nacional), sowie zwischen 2016 und 2017 Präsident der Abgeordnetenkammer.

## Leben
Osvaldo Raúl Andrade Lara, Sohn von Osvaldo Andrade Andrade und Alberta del Carmen Lara Acevedo, besuchte die Grund- und Sekundarschule Escuela Domingo Matte Mesías in Puente Alto und begann daraufhin ein Studium der Rechtswissenschaften an der Päpstlichen Katholischen Universität von Chile PUC (Pontificia Universidad Católica de Chile). Seit 1968 ist er Mitglied der Sozialistischen Partei Chiles und war ein Führer der Sozialistischen Jugend (Juventud Socialista). Er spielte seit seiner Kindheit und Jugend Basketball im Kader der „Victoria Nacional de Puente Alto“, der Staatlichen Technischen Universität UTE (Universidad Técnica del Estado) und der PUC. Außerdem wurde er 1971 von der Jugendauswahl von Santiago zum „Campeonato Nacional“ gewählt und für die Jugendauswahl nominiert. Als Basketballspieler spielte er später im Verein „Thomas Bata de Peñaflor“. 1972 war er Kapitän der Nationalmannschaft, der Selección Nacional de Básquetbol de Chile. Nach dem Militärputsch am 11. September 1973 wurde er wegen seiner politischen Zugehörigkeit von der Universität verwiesen, woraufhin er in der Arbeiterfürsorge in Puente Alto und beriet Arbeitergewerkschaften der Bäckereigewerkschaft und der Papier- und Kartenherstellungsbetriebes CMPC (Compañía Manufacturera de Papeles y Cartones). Er befand sich allerdings bis Ende 1978 immer wieder in mehreren Haftanstalten, im Untersuchungsgefängnis von Puente Alto, im San Bernardo-Gefängnis, im zentrale Ermittlungshauptquartier, im Chile-Stadion, sowie in den Strafanstalten Villa Grimaldi, Cuatro Álamos und Puchuncaví. Er lebte sogar untergetaucht und trug den politischen Spitznamen „Marcelo“. 
Später konnte Andrade sein Studium der Rechtswissenschaften fortsetzen und erwarb 1987 ein Lizenziat (Licenciatura en Derecho) an der Universität Salamanca in Spanien und nahm nach der anwaltlichen Zulassung in Chile am 19. Juni 1989 eine Tätigkeit als Rechtsanwalt auf. Er war insbesondere als Anwalt für Arbeitsrecht tätig und befasste sich mit Themen zur Dezentralisierung und lokalen Entwicklung. Daneben engagierte er sich in der Kommunalpolitik und war zwischen 1991 und 2005 Gemeindesekretär der El Bosque. Er fungierte von 1994 und 2000 zunächst als Direktor der Gesundheitsdienste EMSSAT (Empresa de Servicios Sanitarios) der Región de Atacama sowie im Anschluss zwischen 2000 und 2004 Direktor der EMSSAT der Región de Tarapacá. Während des Wahlkampfes von Ricardo Lagos, der erfolgreich für das Wahlbündnis Concertación de Partidos por la Democracia bei Präsidentschaftswahl 1999/2000 kandidierte, war er Vorsitzender der Kommission für regionale und lokale Entwicklung des Wahlbündnisses. Bei der Parlamentswahl am 16. Dezember 2001 kandidierte Osvaldo Andrade für die Sozialistische Partei im Wahlkreis Distrito Nº 27 Región Metropolitana, der die Gemeinden El Bosque, La Cisterna und San Ramón umfasst, ohne Erfolg für ein Mandat in der Abgeordnetenkammer. 
Osvaldo Andrade war zwischen 2005 und 2006 Vizepräsident des Partido Socialista und fungierte während der Präsidentschaftswahl 2005/2006 als Generalvertreter des erfolgreichen Wahlkampfes von Michelle Bachelet. Nach dem Amtsantritt von Michelle Bachelet als Staatspräsidentin am 11. März 2006 wurde er als Minister für Arbeit und soziale Sicherheit (Ministro del Trabajo y Previsión Social) in deren erstes Kabinett. Während seiner Amtszeit ist die Verabschiedung von 53 arbeitsrechtlichen Gesetzen hervorzuheben, darunter die Rentenreform (Reforma Previsional), das neue Arbeitsrecht (Nueva Justicia Laboral), das Gesetz über die Vergabe von Unteraufträgen (Ley de Subcontratación), der Urlaub für Heimberater und das Recht auf Stillen für berufstätige Frauen. Am 10. Dezember 2008 trat er von seinem Amt zurück, um sich um einen Sitz im Kongress zu bewerben, woraufhin am 15. Dezember 2008 Claudia Serrano neue Ministerin für Arbeit und soziale Sicherheit wurde. Im August 2010 wurde er Nachfolger von Camilo Escalona neuer Präsident der Sozialistischen Partei, nachdem Fulvio Rossi vom 23. Januar bis zum 21. August 2010 diese Funktion kommissarisch innehatte. Die Funktion als Präsident der Sozialistischen Partei bekleidete er bis Mai 2015, woraufhin Isabel Allende Bussi neue Parteipräsidentin wurde.
Bei der Parlamentswahl am 13. Dezember 2009 wurde Andrade im Wahlkreis Distrito Nº 29 Región Metropolitana als Nachfolger von Isabel Allende Bussi erstmals zum Mitglied der Abgeordnetenkammer (Cámara de Diputados) gewählt, der zweiten Kammer des Nationalkongresses (Congreso Nacional), und gehörte dieser nach seiner Wiederwahl am 17. November 2013 vom 11. März 2010 bis zum 11. März 2018 an. Am 22. März 2016 wurde er Nachfolger von Marco Antonio Núñez als Präsident der Abgeordnetenkammer und hatte das Amt des Parlamentspräsidenten bis zu seiner Ablösung durch Fidel Espinoza am 22. März 2017 inne. Bei der Parlamentswahl am 19. November 2017 bewarb er sich erneut um ein Mandat in der Abgeordnetenkammer. Da sein bisheriger Wahlkreis aufgelöst wurde, kandidierte er für das Wahlbündnis La Fuerza de la Mayoría im Wahlkreis Distrito Nº 12 Región Metropolitana, wurde jedoch nicht gewählt.
Osvaldo Andrade ist verheiratet und Vater von vier Kindern.